# Grădiștea, Călărași
Grădiștea (în trecut, Cacomeanca) este satul de reședință al comunei cu același nume din județul Călărași, Muntenia, România.